# Dactylicapnos cordata
Dactylicapnos cordata är en vallmoväxtart som beskrevs av Lidén. Dactylicapnos cordata ingår i släktet Dactylicapnos och familjen vallmoväxter. Inga underarter finns listade i Catalogue of Life.